# Deutsches Blinden-Museum Berlin

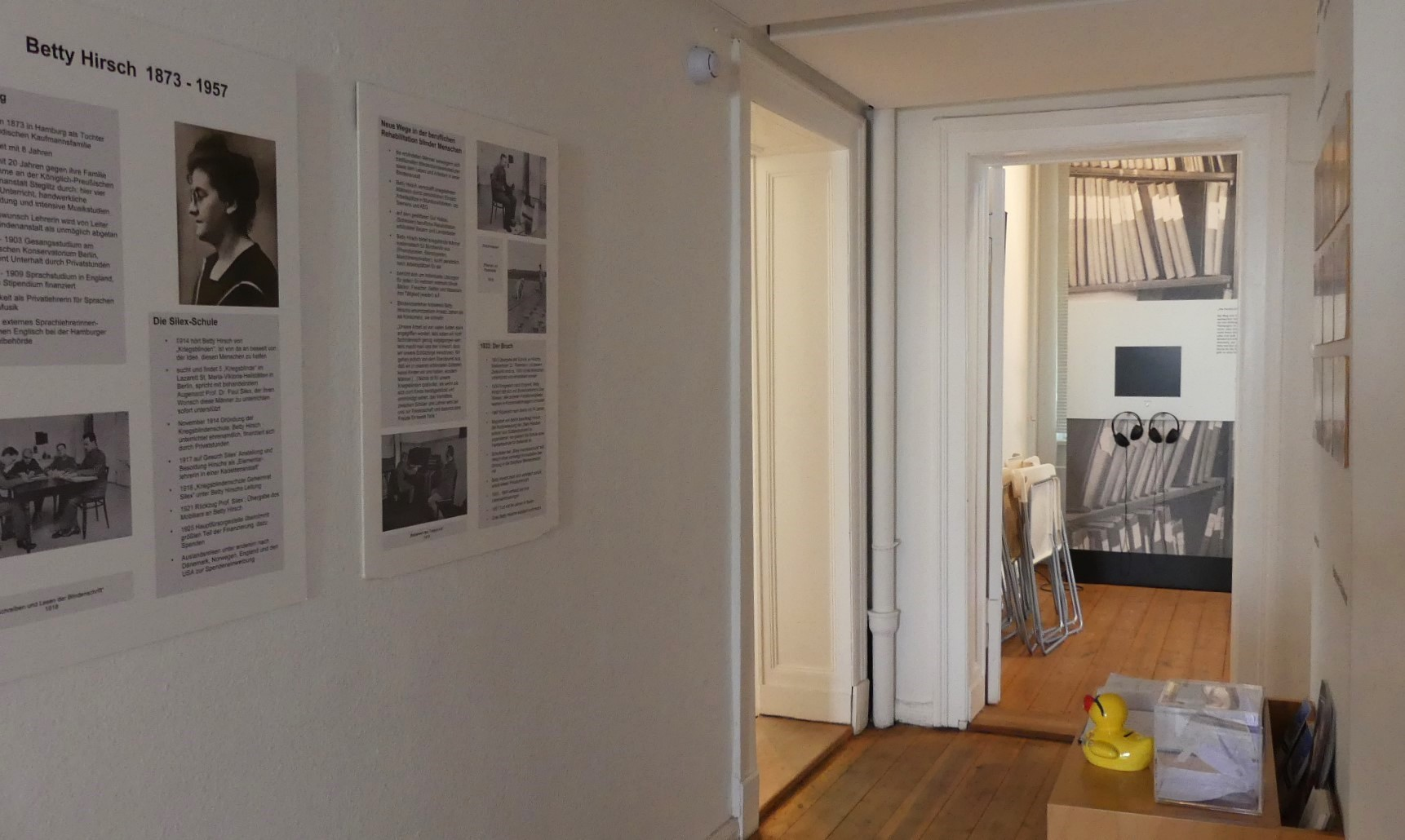
Eingangsbereich des Museums

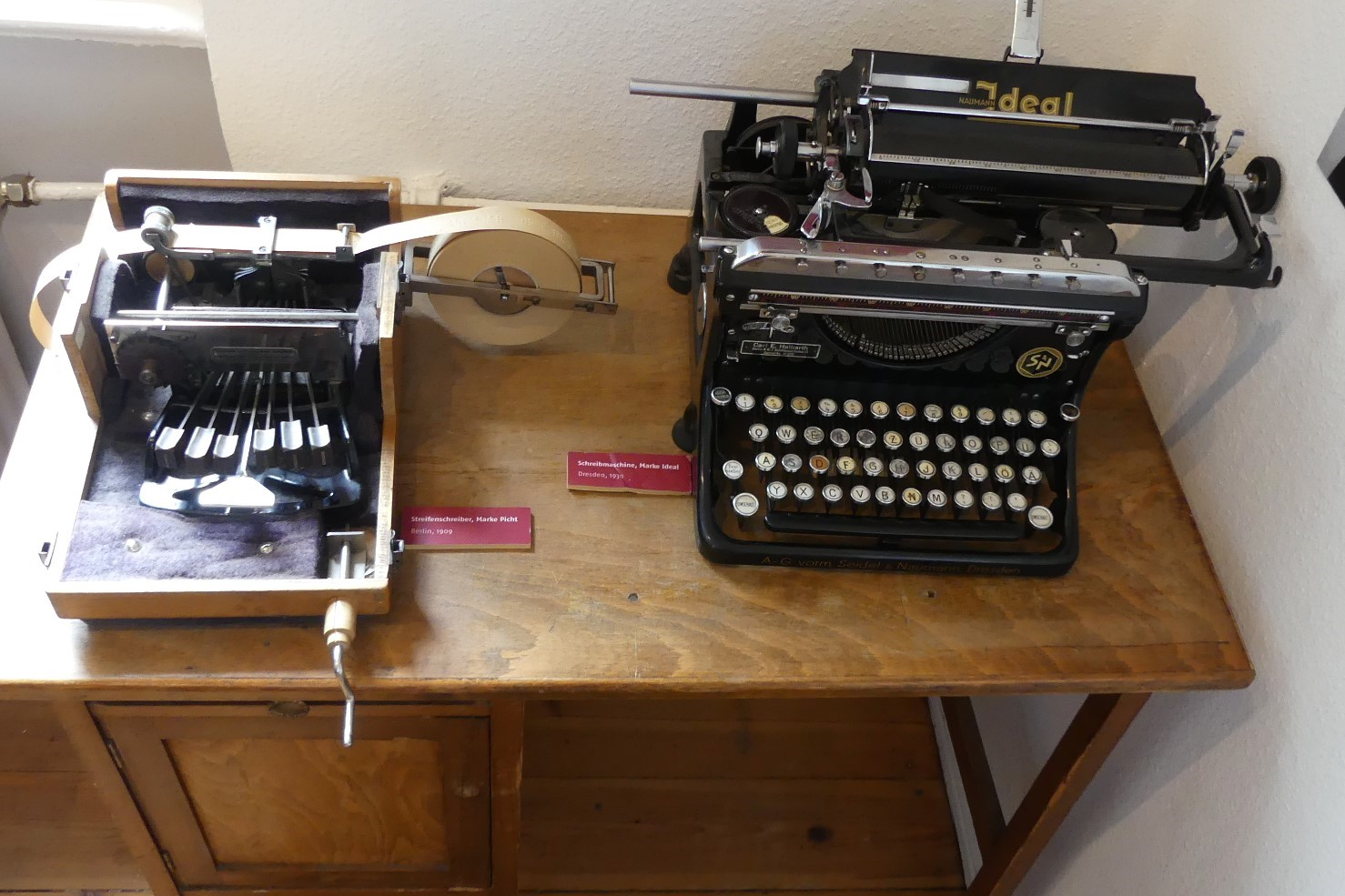
Streifenschreiber (links) und Schreibmaschine

Das Deutsche Blindenmuseum in Berlin ist ein Spezialmuseum. Es wurde 1891 von Direktor Karl Wulff an der Königlichen Blindenanstalt zu Steglitz gegründet. Heute befindet es sich auf dem Gelände der Johann-August-Zeune-Schule, Berlin-Steglitz in der Rothenburgstraße 14. Dort nutzt das Blindenmuseum die ehemalige Direktorenwohnung der Blindenschule.

## Geschichte
Das Museum hatte eine wechselvolle Geschichte. Im Jahr 1906 erhielt es ein eigenes Gebäude mit mehr als 250 m² Ausstellungsfläche. In den Kriegsjahren 1943 bis 1945 erlitt es Verluste. Der größere Teil der Museumsbibliothek und des Archivs blieben jedoch erhalten. 1945 wurde es wegen Raummangels geschlossen und seine Bestände in den damals verfügbaren Orten (Kellern, Böden) untergebracht. Die unsachgemäße Lagerung hatte Schäden und Verluste zur Folge. Eine Wiedereröffnung erfolgte erst im Jahr 1956 (150 Jahre Blindenbildung in Deutschland). Die Ausstellung der Exponate fand im ehemaligen Vorschulgebäude statt. 1971 musste die Ausstellung erneut geschlossen werden, weil die Räume vom benachbarten Gymnasium benötigt wurden. Erst im Jahr 1983 konnte die Wiedereröffnung am heutigen Standort – in der ehemaligen Direktorenwohnung – erfolgen.

## Ausstellung und Inhalte
Das Museum verfügt gegenwärtig über 100 m² Ausstellungsfläche und zeigt eine umfangreiche Übersicht von Blindenhilfsmitteln, Punktschriftbüchern, Schreibgeräten, Spielen und weiteren Gegenständen aus dem Alltag von blinden Menschen. Hervorzuheben sind u. a. die Exponate der wegweisenden Erfindungen von Oskar Picht (Direktor der Blindenschule von 1920 bis 1933). Sie werden mit einer Reihe von originalen Geräten veranschaulicht. Ebenfalls einbezogen sind elektronische Hilfsmittel, die blinden Menschen den Berufsalltag ermöglichen oder erleichtern. Das Archiv und die Bibliothek sind gegenwärtig noch nicht vollständig erschlossen.
Die Ausstellung umfasst derzeit (2024) folgende 5 Bereiche:
1. Mit dem Finger nach Hogwarts – Bücher ertasten oder anhören
2. Schrift sehen und fühlen – Reliefschriften des 18. und 19. Jahrhunderts
3. Louis Braille kommt auf den Punkt – Entwicklung der Punktschrift
4. Die Punktschrift eröffnet Welten – Arbeit und Bildung dank Braille
5. Pluspunkte im Alltag – Hilfsmittel für blinde Menschen